# Maryville (Tennessee)
Maryville Tennessee államban Blount megye székhelye,  A város kb. 12 km-re fekszik Knoxville-től. A United States Census Bureau adatai szerint a város kiterjedése  41 2 km², amely teljességében szárazföld.
A város a Great Smoky Mountains lábainál fekszik. A Smoky Mountain nyugati vonulata a Chilhowee Mountain, amely a várostól délre emelkedik, s a Chilhowee keleti hegyoldala úgy is ismert mint “a háros nővér” "The Three Sisters”, s látható a város minden részéből, s uralkodik a város déli  látóhatárán. Maryville ikervárosa Alcoa a város északi határa.
Maryvillben minden évben  20 8 cm eső, s 4.1 cm hó esik. Az Egyesült Államok átlagosan mért csapadék mennyisége 15 4 cm, s az átlagos hó mennyisége 10 cm. Mérhető csapadék az év folyamán 136 napon esik, s átlagosan 200 nap napos-derus. A legmagasabb hőmérséklet júliusban van 31 C, s a legalacsonyabb hőmérséklet januárban -1 C.

## Parkjai
- Maryville Alcoa Greenway
- Bicentennial Park (Greenbelt)
- Amerine Park
- Eagleton Park
- Everett Park
- John Sevier Park
- Pearson Springs Park
- Sandy Springs Park[4]

## Népesség
| 2010 | 27 465 |
| 2020 | 31 907 |